# Cornelius Leary
Cornelius Lawrence Ludlow Leary (ur. 22 października 1813 w Baltimore, Maryland, zm. 21 marca 1893 w Baltimore, Maryland) – amerykański prawnik i polityk.
W latach 1861–1863 przez jedną kadencję Kongresu Stanów Zjednoczonych był przedstawicielem trzeciego okręgu wyborczego w stanie Maryland w Izbie Reprezentantów Stanów Zjednoczonych.